# Droga krajowa B471 (Niemcy)
Droga krajowa 471 (niem. Bundesstraße 471) – niemiecka droga krajowa okalająca Monachium na północy ze wschodu na zachód i jest połączeniem autostrady A8 na węźle Taufkirchen-Ost przez A99, A9, A92, A8 z autostradą A96 na węźle Inning am Ammersee w Bawarii.
Fragment między autostradą A92 a Fürstenfeldbruck spełnia parametry drogi ekspresowej.